# (47932) 2000 GN171
(47932) 2000 GN171, também escrito como (47932) 2000 GN171, é um objeto transnetuniano que foi descoberto no dia 1 de abril de 2000, o mesmo está classificado como um plutino, pois, ele tem uma ressonância orbital de 3:2 com o planeta Netuno.

## Características
(47932) 2000 GN171 tem uma magnitude absoluta (H) de 6 e possui um diâmetro com cerca de 321 km.

## Órbita
A órbita de (47932) 2000 GN171 tem um semieixo maior de 39,21 UA e um período orbital de cerca de 246 anos. O seu periélio leva o mesmo a 28,285 UA em relação do Sol e seu afélio a uma distância de 50,136 UA do Sol.